# Фінеас і Ферб у другому вимірі
«Фінеас і Ферб у другому вимірі» (англ. Phineas and Ferb The Movie: Across The 2nd Dimension) — мультиплікаційний фільм за мотивами мультсеріалу «Фінеас і Ферб».  Прем'єра у США відбулася на «Disney Channel» 5 серпня 2011 року. Мультфільм є четвертим за рахунком оригінальним мультфільмом «Disney Channel».

## Сюжет
Фільм починається з того, що Перрі-Качкодзьоб святкує ювілей — він п'ять років разом із родиною Флінн-Флетчер, і п'ять років працює в секретній організації «ОБКА». Майор Монограм відправляє Перрі на секретне завдання — зупинити Гайнца Дуфеншмірца та його нове дітище — «перемикач інших вимірів». Тим часом Карл дає Перрі нову зброю.
Тим часом Кендес намагається стати дорослою викидаючи усі свої дитячі речі. І тепер вона сама може викрити братів! Тим часом Фінеас і Ферб, випадково потрапивши до Дуфеншмірца, ламають його винахід і знову збирають апарат. Тут з'являється Перрі, але в присутності хлопчиків він змушений не показувати те що він не звичайний качкодзьоб. Таким чином вони потрапляють до іншого виміру, де Дуфеншмірц — володар та господар Території Трьох Штатів. Перрі-Качкодзьоборг (робот-качкодзьоб), переможений і поневолений Дуфеншмірцом з іншого виміру, і тепер служить йому і беззаперечно підкоряється. Водночас, Дуфеншмірц з іншого виміру набагато спритніший і прозорливіший за свого побратима. Він розкриває таємницю Перрі як секретного агента (якого Дуфеншмірц не може впізнати без його фірмового капелюха). Фінеас і Ферб звинувачують Перрі в тому, що стільки років приховував від них правду.
Брати обурені таємницею свого улюбленця і його недовірою. Однак, вони разом змушені переховуватися від Дуфеншмірца з іншого виміру. Вони вирушають по допомогу до своїх двійників.
Рятуючись від жорстокості тирана Дуфеншмірца, жителі змушені ховатися у підвалах своїх будинків. Водночас, літо невідоме альтернативним Фінеасу і Фербові, бо також під забороною. Водночас є рух опору деспоту: Ізабелла зі своїм спец-загоном займається боротьбою зі злочинністю та беззаконням, що панують навколо, Бальджит працює доктором-вченим, а лідером опору виявляється Кендес, готова віддати життя за своїх братів.
Дуфеншмірц намагається захопити перший вимір своїми роботами завдяки «іншому перемикачу інших вимірів». Фінеас і Ферб через нашийник Перрі з'являються в його схованці, і зустрічають усі свої винаходи за ці 5 років. З їх допомогою вони зупиняють Дуфеншмірца, зламавши пульт управління роботами. Однак, після всього цього майор Монограм дає вибір усім, хто дізнався правду про Перрі, у тому числі й братам: або пам'ятати цю пригоду і втратити Перрі, або забути і продовжити життя з качкодзьобом. Брати обирають друге.
Наприкінці фільму Перрі вирушає у схованку, де дивиться фотографії за цю пригоду, та на запитання комп'ютера «Зберегти? він відповідає «Так».

## У ролях
| Персонаж                                         | Оригінальне озвучування | Українське озвучування |
| ------------------------------------------------ | ----------------------- | ---------------------- |
| Фінеас Флінн/Альтернативний Фінеас               | Вінсент Мартелла        | Денис Капустін         |
| Ферб Флетчер/Альтернативний Ферб                 | Томас Броді Сенґстер    | Тарас Нестеренко       |
| Кендес Флінн/Альтернативна Кендес                | Ешлі Тісдейл            | Ганна Кузіна           |
| Перрі-Качкодзьоб (Агент «П»)/Перрі-Качкодзьоборг | Ді Бредлі Бейкер        |                        |
| Гайнц Дуфеншмірц/Альтернативний Гайнц Дуфеншмірц | Ден Повенмаєр           | Дмитро Завадський      |
| Ізабелла Ґарсіа-Шапіро/Альтернативна Ізабелла    | Елісон Стоунер          | Ганна Голосніченко     |
| Бьюфорд Ван Стомм/Альтернативний Бьюфорд         | Боббі Гейлор            | Максим Білоногов       |
| Бальджит Тжиндер/Альтернативний Бальджит         | Молік Панчолі           | Богдан Темченко        |
| Френсіс Монограмм/Альтернативний Монограм        | Джефф «Свомпі» Марш     | Микола Боклан          |
| Карл                                             | Тайлер Олександр Манн   | Максим Запісочний      |
| Джеремі Джонсон/Альтернативний Джеремі           | Мітчел Муссо            | Андрій Федінчик        |
| Стейсі Хірано                                    | Келлі Ху                | Марина Локтіонова      |
| Лоренс Флетчер/Альтернативна Лоренс              | Річард О'Браєн          | Михайло Войчук         |
| Лінда Флінн-Флетчер/Альтернативна Лінда          | Керолайн Рі             | Людмила Ардельян       |
| Денні                                            | Джерет Фон Еріх         | Сергій Юрченко         |
| Ірвінґ Ду Бойс                                   | Джек Макбраян           | Володимир Канівець     |
| Норм/Альтернативний Норм (Нормобот)              | Джон Вейнер             | Ігор Волков            |
| Нормоботи                                        | Кевін Майкл Рідчардсон  | Ігор Волков            |

В Україні прем'єра мультфільму відбулася 5 листопада 2011 року на телеканалі «Disney Channel Ukraine». Українською мовою дубльовано студією «Le Doyen» на замовлення «Disney Character Voices International» 2011 року.

## Саундтрек
До саундтреку увійшли 7 пісень із фільму та 22 пісні із серій. Саундтрек був випущений під назвою «Phineas and Ferb: Across the 1st & 2nd Dimensions» (укр. «Фінес і Ферб у першому і другому вимірах») влітку 2011 року.
| #     | Назва                                   | Виконавець                                | Тривалість |
| ----- | --------------------------------------- | ----------------------------------------- | ---------- |
| 1.    | «Everything's Better With Perry»        | Роббі Викофф                              | 1:46       |
| 2.    | «Perfect Day»                           | Денні Джейкоб                             | 1:14       |
| 3.    | «Hey Ferb»                              | Вінсент Мартелла                          | 1:27       |
| 4.    | «Brand New Best Friend»                 | Ден Повенмаєр                             | 2:18       |
| 5.    | «You're Goin' Down»                     | Ешлі Тісдейл, Елісон Стоунер і Келлі Ху   | 1:12       |
| 6.    | «Whatcha Doin'»                         | Елісон Стоунер                            | 1:18       |
| 7.    | «Summer (Where Do We Begin?)»           | Вінсент Мартелла і Денні Джейкоб          | 2:43       |
| 8.    | «Perry the Platypus (Extended Version)» | Ренді Креншоу                             | 2:53       |
| 9.    | «Takin' Care of Things»                 | Ден Повенмаєр і Денні Джейкоб             | 0:57       |
| 10.   | «Not Knowin' Where You're Going»        | Джефф Марш                                | 1:29       |
| 11.   | «Brand New Reality»                     | Денні Джейкоб                             | 1:27       |
| 12.   | «There's a Platypus Controlling Me»     | Ден Повенмаєр                             | 1:19       |
| 13.   | «Mysterious Force»                      | Ешлі Тісдейл                              | 1:33       |
| 14.   | «My Ride From Outer Space»              | Денні Джейкоб                             | 1:34       |
| 15.   | «Come Home Perry»                       | Різні виконавці                           | 2:02       |
| 16.   | «Back in Gimmelshtump»                  | Ден Повенмаєр                             | 1:14       |
| 17.   | «When You Levitate»                     | Кармен Картер                             | 1:00       |
| 18.   | «You're Not Ferb»                       | Денні Джейкоб                             | 1:03       |
| 19.   | «Robot Riot»                            | Джарет Реддік, Карлос Азарскі та Стів Зан | 3:17       |
| 20.   | «Rollercoaster»                         | Вінсент Мартелла                          | 2:18       |
| 21.   | «Carpe Diem»                            | Всі персонажі                             | 1:50       |
| 22.   | «Kick It Up a Notch (за участю Слеша)»  | Вінсент Мартелла, Ден Повенмаєр і Слеш    | 4:05       |
| 39:52 |                                         |                                           |            |

## Відеоігри
Гравцям належить здійснити подорож через нові виміри та зіграти за улюблених персонажів: Фінеаса, Ферба та Агента П.
В адаптації відеогри гравці можуть грати Фінеасом, Фербом або їх альтернативними версіями. Персонажі використовують пристрої, щоб перемогти ворогів. У грі є сцени з фільму.
Гра була випущена 2 серпня 2011 на PlayStation 3, Wii, Nintendo DS, PlayStation Portable.

## DVD
Фільм було випущено на DVD 23 серпня 2011 року. У додаткових матеріалах DVD є 8 віддалених сцен, інтерактивне меню, «Музичний-автомат-інатор доктора Дуфеншмірца» та епізод «Напад 50-футової сестри» з коментарями від творців.